# Elecciones al Congreso de los Diputados de abril de 2019 (Las Palmas)
Las elecciones al Congreso de los Diputados de 2019 se celebraron en la provincia de Las Palmas de Gran Canaria el domingo 28 de abril, como parte de las elecciones generales convocadas por Real Decreto dispuesto el 4 de marzo de 2019 y publicado en el Boletín Oficial del Estado el día siguiente. Se eligieron los 8 diputados del Congreso correspondientes a la circunscripción electoral de Las Palmas, mediante un sistema proporcional (método d'Hondt) con listas cerradas y un umbral electoral del 3%.

## Resultados
Los comicios depararon 3 escaños al Partido Socialista Obrero Español, 2 a Unidas Podemos y al Partido Popular y 1 a Ciudadanos.
| Candidatura                                          | Candidatura                                          | Votos   | %                                       | Escaños                                 |
| ---------------------------------------------------- | ---------------------------------------------------- | ------- | --------------------------------------- | --------------------------------------- |
|                                                      | Partido Socialista Obrero Español (PSOE)             | 154 064 | 28,32                                   | 3                                       |
|                                                      | Unidas Podemos (Podemos-IU-Equo)                     | 90 977  | 16,72                                   | 2                                       |
|                                                      | Partido Popular (PP)                                 | 88 197  | 16,21                                   | 2                                       |
|                                                      | Ciudadanos-Partido de la Ciudadanía (Cs)             | 83 832  | 15,41                                   | 1                                       |
|                                                      |                                                      |         |                                         |                                         |
| Vox (Vox)                                            | Vox (Vox)                                            | 38 091  | 7,00                                    | 0                                       |
| Nueva Canarias (NCa)                                 | Nueva Canarias (NCa)                                 | 36 193  | 6,65                                    | 0                                       |
| Coalición Canaria (CC-PNC)                           | Coalición Canaria (CC-PNC)                           | 34 775  | 6,39                                    | 0                                       |
| Partido Animalista Contra el Maltrato Animal (PACMA) | Partido Animalista Contra el Maltrato Animal (PACMA) | 8642    | 1,59                                    | 0                                       |
| Recortes Cero-Grupo Verde (R0-GV)                    | Recortes Cero-Grupo Verde (R0-GV)                    | 1452    | 0,27                                    | 0                                       |
| Ahora Canarias (Ahora Canaria)                       | Ahora Canarias (Ahora Canaria)                       | 1257    | 0,23                                    | 0                                       |
| Partido Comunista del Pueblo Canario (PCPC)          | Partido Comunista del Pueblo Canario (PCPC)          | 839     | 0,15                                    | 0                                       |
| Por un Mundo más Justo (PUM+J)                       | Por un Mundo más Justo (PUM+J)                       | 832     | 0,15                                    | 0                                       |
| Partido Humanista (PH)                               | Partido Humanista (PH)                               | 557     | 0,10                                    | 0                                       |
| Votos válidos                                        | Votos válidos                                        | 539 714 | 100,00                                  | 8                                       |
| Votos nulos                                          | Votos nulos                                          | 7435    | Participación: · \| \| 67,16 % \| 3,76% | Participación: · \| \| 67,16 % \| 3,76% |
| Votantes                                             | Votantes                                             | 551 404 | Participación: · \| \| 67,16 % \| 3,76% | Participación: · \| \| 67,16 % \| 3,76% |
| Electores                                            | Electores                                            | 821 011 | Participación: · \| \| 67,16 % \| 3,76% | Participación: · \| \| 67,16 % \| 3,76% |
|                                                      | 67,16 %                                              |         |                                         |                                         |

## Diputados electos
Relación de diputados electos:
| N.º | Nombre                           | Lista | Lista          |
| --- | -------------------------------- | ----- | -------------- |
| 1   | Elena Máñez Rodríguez            |       | PSOE           |
| 2   | María Victoria Rosell Aguilar    |       | Unidas Podemos |
| 3   | Guillermo Carlos Mariscal Anaya  |       | PP             |
| 4   | Saúl Ramírez Freire              |       | Cs             |
| 5   | Luc André Diouf Dioh             |       | PSOE           |
| 6   | Ariagona González Pérez          |       | PSOE           |
| 7   | María del Carmen Pita Cárdenes   |       | Unidas Podemos |
| 8   | María del Carmen Hernández Bento |       | PP             |